# Peter Müller (Maler, 1935)
Peter Müller  (* 18. August 1935 in Dresden; † 20. September 2017 in Berlin) war ein deutscher Maler der figürlichen Malerei.

## Leben
Peter Müller absolvierte eine Schreinerlehre und machte anschließend sein Abitur. Von 1957 bis 1961 studierte er Malerei an der Hochschule für bildende Künste Berlin. Von 1961 bis 1977 war er freischaffend als Maler und Grafiker tätig.
Müller war von 1977 bis 1980 Dozent für Aktzeichnen an der Hochschule der Künste Berlin und von 1980 bis 2000 Professor für Aktzeichnen an der Universität der Künste Berlin. Seit 1989 war er Mitglied im Verein Berliner Künstler. Seine Werke wurden seit 1965 ausgestellt.
Peter Müller lebte und arbeitete seit 1957 in Berlin. Er war verheiratet und hatte drei Kinder.

## Ausstellungen
- 1997: 12 große Gemälde aus der Zeit von 1964–1996, Zitadelle Spandau, Berlin[4]
- 2001: Die menschliche Figur im Detail und als Ganzes – Bewegung in Farbe / Übermalung, Kunstamt Spandau, Berlin[5]
- 2004: Bilder und Graphik, Galerie Doris Rüstig-Ladewig Stiftung, Schleswig[6]
- 2006: Bilder aus der Zeit von 1999 bis 2006, Foyer Gesundheitszentrum Potsdamer Platz, Berlin[7]
- 2008: Kraft Akte, Galerie Otmar-Alt-Stiftung, Hamm[8]
- 2009: Begegnungen, figürliche Malerei, Galerie Borchert und Schelenz, Berlin[9]
- 2016: Gruppenausstellung Körpernah, Galerie Verein Berliner Künstler, Berlin[10][11]
- 2017: Gruppenausstellung Starke Stücke, Galerie Verein Berliner Künstler, Berlin[12]